# تان فو تای
تان فو تای (به لاتین: Tân Phú Tây) یک منطقهٔ مسکونی در ویتنام است که در مکونگ دلتا واقع شده‌است.

## خصوصیات
تان فو تای ۱۰٫۲ کیلومترمربع مساحت و ۷٬۲۶۲ نفر جمعیت دارد.